# Jacek Karnowski (Politiker)

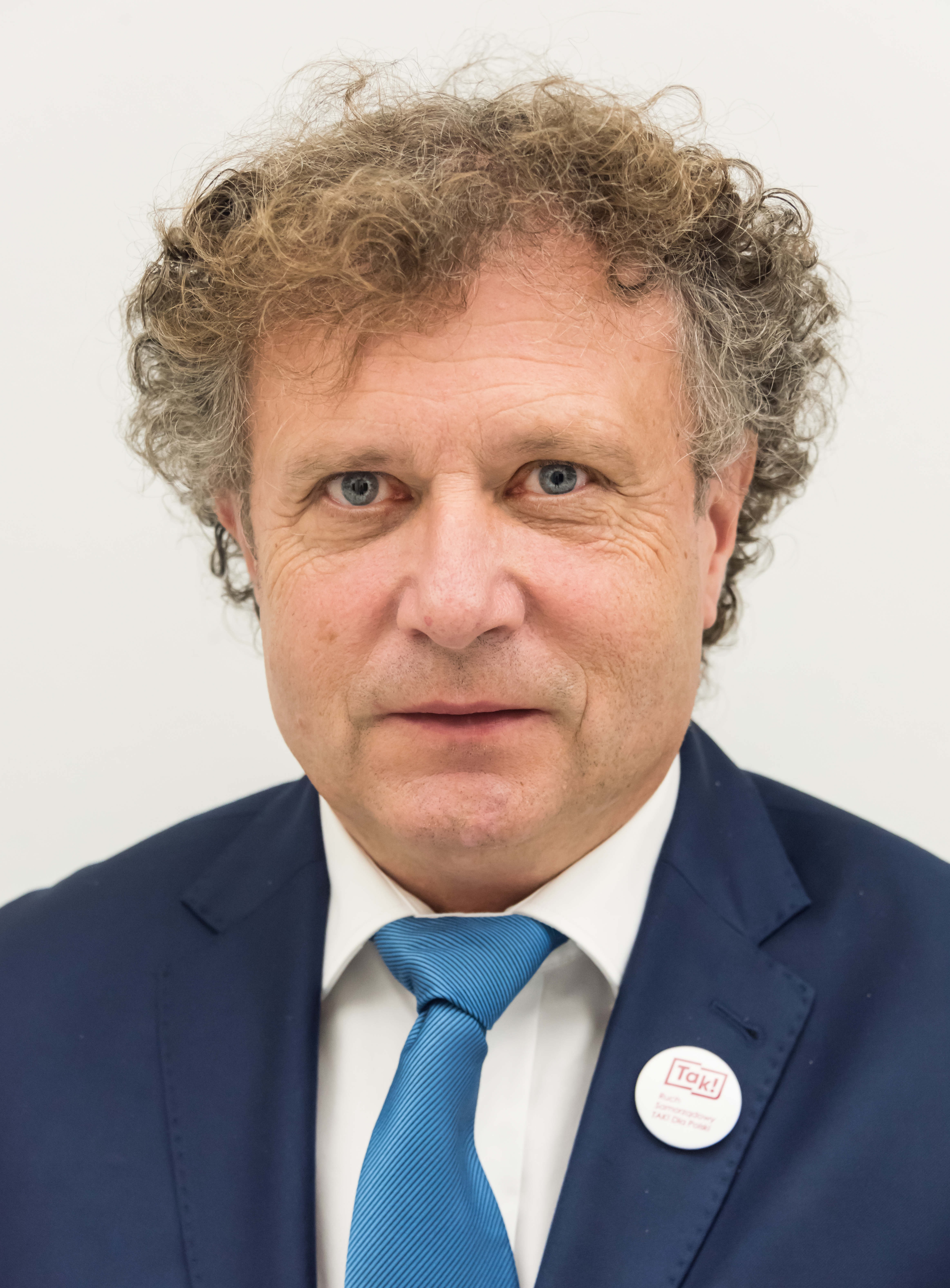
Jacek Karnowski (2023)

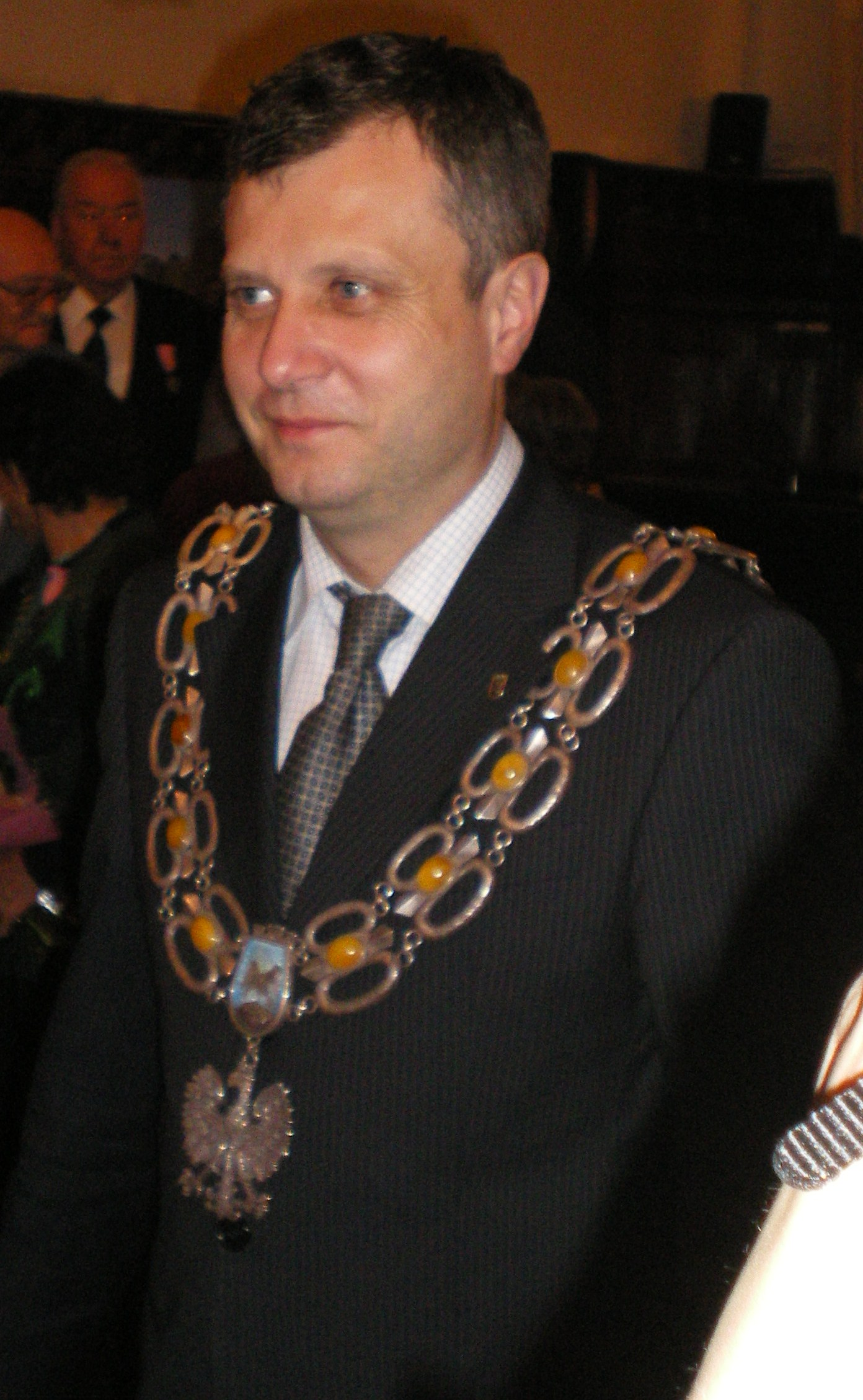
Mit Amtskette (2007)

Jacek Krzysztof Karnowski (* 16. August 1963 in Danzig) ist seit 1998 der Stadtpräsident von Sopot (deutsch Zoppot) in Polen.
Karnowski absolvierte 1988 ein Studium an der Technischen Universität Danzig im Bereich Bauingenieurwesen. Im Jahr 2008 wurde er an der Universität Danzig promoviert. Seit 1986 war er in der oppositionellen Ruch Młodej Polski (Bewegung des Jungen Polens) aktiv. Nach der politischen Wende wurde er 1990–1998 Vizepräsident der Stadt Sopot. Im Jahr 1991 kandidierte Karnowski ohne Erfolg für den Sejm. Zeitweise war er Mitglied in der konservativen Partia Konserwatywna. Von 1998 bis heute ist er Stadtpräsident von Sopot. Zuletzt kandidierte er im Oktober 2018 als Kandidat der unabhängigen „Platforma Sopot“.
Im Jahr 2002 wurde Karnowski mit 56 % der Stimmen im Amt bestätigt, 2006 erhielt er 63 %, 2010 waren es 51,43 % (im zweiten Wahlgang), 2014 schließlich 53 % und 2018 59,2 % (vorläufiges Ergebnis) der Stimmen.
Er bekam von Johannes Paul II. die Pro-Ecclesia-et-Pontifice-Medaille und vom Präsidenten Aleksander Kwaśniewski das Silberne Verdienstkreuz der Republik Polen.